# Списък на реките в Гърция
А — Б — В — Г — Д —
Е — Ж — З — И — Й —
К — Л — М — Н — О —
П — Р — С — Т — У —
Ф — Х — Ц — Ч — Ш —
Щ — Ю — Я

## А
- Алфей (110 km, 3600 km2), влива се в Йонийско море
- Аграфиотис (58 km)
- Арапица
- Арахтос (110 km), влива се в Амбракийския залив
- Арда (272* km, в Гърция - 30.7 km), десен приток на Марица
- Атеренска река (35* km, в Гърция - 15 km), десен приток на Арда
- Ахелой (220 km, 5472 km2), влива се в Йонийско море
- Ахерон (58 km), влива се в Йонийско море

## Б
- Бистрица (322 km), влива се в Бяло море
- Бистрица (Пиринска) (53* km, в Гърция - ? km), влива се в Струма
- Богданица

## В
- Вардар (388* km, в Гърция - 87 km), влива се в Бяло море
- Венетикос
- Вода
- Вьоса (280* km, в Гърция - 70 km), влива се в Адриатическо море

## Г
- Галик (65 km), влива се в Бяло море
- Галешово, влива се в Бистрица

## Д
- Доспат (110* km, в Гърция - 13.8 km), ляв приток на Места
- Драматица (65 km), приток на Струма
- Дрино (84.6* km, в Гърция - ? km), ляв приток на Вьоса

## Е
- Евинос (92 km)
- Евротас (82 km), влива се в Йонийско море

## К
- Кефисос в Беотия
- Колудей (35 km), влива се в делтата на Вардар
- Косинтос (55 km), влива се в езерото Вистонида

## Л
- Луда река (100* km, в Гърция - 79.8 km), десен приток на Марица

## М
- Марица (472* km, в Гърция - ~150 km), влива се в Бяло море
- Места (230* km, в Гърция - 104 km), влива се в Бяло море
- Мегдова (78 km)
- Морнос (70 km)
- Мъгленица, влива с в Арапица

## Н
- Неда (60 km)

## П
- Памисос (50 km)
- Пеней Тесалия (216 km), влива се в Бяло море
- Пеней Пелопонес (70 km), влива се в Йонийско море
- Пиерос

## Р
- Рендина

## С
- Сакулева (50* km, в Гърция - ? km), влива се в Черна
- Серовица
- Сперхей (82 km), влива се в Бяло море
- Струма (415* km, в Гърция - 125 km), влива се в Бяло море